# Teatro Estonia
El Teatro Estonia (en estonio: Estonia teater) es un teatro de ópera y sala de conciertos en Tallin, la capital de Estonia. El edificio modernista fue diseñado por los arquitectos fineses Armas Lindgren y Wivi Lönn . Fue construido como un esfuerzo nacional de los dirigentes de la sociedad Estonia en 1913 y se abrió al público el 24 de agosto del mismo año. En ese momento, era el edificio más grande de Tallin. La ópera fue gravemente dañada en el ataque aéreo soviético en Tallin el 9 de marzo de 1944. Fue reconstruido en un estilo clásico y estalinista, y reabierto en 1947.